# حكيم ساسي
حكيم ساسي (بالفرنسية: Hakim Saci)‏ (ولد في 3 مايو 1977 في سان دوني، فرنسا) هو لاعب كرة قدم جزائري سابق.
لعب ساسي لغانغون وميتز في الدوري الفرنسي الدرجة الأولى. بدأ مسيرته الاحترافية في النجم الأحمر سانت أوين وهو نادي في فرنسا. لعب أيضا لغرونوبل وكان وأم صلال وبولون وألفورتفيل.

## إحصائيات المسيرة الرياضية مع المنتخب
| منتخب الجزائر | منتخب الجزائر | منتخب الجزائر |
| العام         | المباريات     | الأهداف       |
| ------------- | ------------- | ------------- |
| 2000          | 2             | 0             |
| 2001          | 0             | 0             |
| 2002          | 1             | 0             |
| المجموع       | 3             | 0             |

## وصلات خارجية
- حكيم ساسي على موقع رابطة كرة القدم الفرنسية للمحترفين (الإنجليزية)
- حكيم ساسي على موقع قاعدة بيانات كرة القدم.إي يو (الإنجليزية)
- حكيم ساسي على موقع ناشيونال فوتبول تيمز (الإنجليزية)